# Campionati mondiali di skeleton 1998
I Campionati mondiali di skeleton 1998, undicesima edizione della manifestazione organizzata dalla Federazione Internazionale di Bob e Skeleton, si tennero il 30 ed il 31 gennaio 1998 a Sankt Moritz, in Svizzera, sulla Olympia Bobrun St. Moritz–Celerina, la stessa sulla quale si svolsero le competizioni del bob ai Giochi di Sankt Moritz 1928 e di Sankt Moritz 1948 nonché le rassegne iridate del 1982 e del 1989; fu disputata unicamente la gara del singolo vinta dal tedesco Willi Schneider.

## Risultati

### Singolo
La gara fu disputata il 30 ed il 31 gennaio nell'arco di quattro manches e presero parte alla competizione 31 atleti in rappresentanza di 15 differenti nazioni; campione uscente era il canadese Ryan Davenport, che concluse la prova al dodicesimo posto, ed il titolo fu conquistato dal tedesco Willi Schneider davanti agli svizzeri Alain Wicki, già vincitore dell'oro iridato a Sankt Moritz 1989, e Felix Poletti.
| Pos. | Atleti          | Nazione     | Tempo   | Distacco |
| ---- | --------------- | ----------- | ------- | -------- |
|      | Willi Schneider | Germania    | 4'29"59 |          |
|      | Alain Wicki     | Svizzera    | 4'30"78 | +1"19    |
|      | Felix Poletti   | Svizzera    | 4'30"83 | +1"24    |
| 4    | Andy Böhme      | Germania    | 4'31"58 | +1"99    |
| 5    | Kristan Bromley | Regno Unito | 4'32"13 | +2"54    |
| 6    | Jeff Pain       | Canada      | 4'32"45 | +2"86    |
| 7    | Chris Soule     | Stati Uniti | 4'32"65 | +3"06    |
| 8    | Steve Anson     | Regno Unito | 4'33"71 | +4"12    |
| 9    | Kazuhiro Koshi  | Giappone    | 4'33"89 | +4"30    |
| 10   | Jim Shea        | Stati Uniti | 4'34"43 | +4"84    |

## Medagliere
| Posizione | Nazione  | Oro | Argento | Bronzo | Totale |
| --------- | -------- | --- | ------- | ------ | ------ |
| 1         | Germania | 1   | 0       | 0      | 1      |
| 2         | Svizzera | 0   | 1       | 1      | 2      |
| Totale    | Totale   | 1   | 1       | 1      | 3      |